# Колумбия на летних Олимпийских играх 1988
Колумбия принимала участие в Летних Олимпийских играх 1988 года в Сеуле (Корея) в двенадцатый раз за свою историю, и завоевала одну бронзовую медаль. Сборную страны представляли 6 женщин.

## Бронза
- Бокс, мужчины — Хорхе Эльесер Хулио.